# Ebbelinghagen
Ebbelinghagen ist ein Ortsteil der Stadt Attendorn im Kreis Olpe (Nordrhein-Westfalen) und hat 30 Einwohner (Stand 30. Juni 2024).

## Geografie
Ebbelinghagen liegt nordwestlich des Kernortes Attendorn am Rande des Ebbegebirges, westlich von Windhausen und nördlich von Listerscheid.

## Geschichte
Ebblinghagen wurde urkundlich erstmals im Jahre 1383 als Eblinchagen erwähnt. Der Ortsname kann mit seinem Grundwort -hagen/-inghagen (Gehege, Umfriedung) und dem Bestimmungswort, einem männlichen Personennamen, als „bei der eingehegten Siedlung der Leute des Abbilo/Abbili oder Ebbilo/Ebbili“ gedeutet werden. 1440 wurde als Zeuge ein  Hannes Ebbelinchagen, 1459 ein Hedenrich Ebelickhagen und 1487 ein Hannes Ebblinchagen in Urkunden des Klosters Ewig genannt. Am Wesebach unterhalb des Dorfes soll es im 13.–16. Jahrhundert ein Hammerwerk gegeben haben.
Politisch gehörte Ebbelinghagen ehemals zum Amt Waldenburg und im Gogericht und Kirchspiel Attendorn zur Bauerschaft Albringhausen, der auch umliegende Orte wie Roscheid, Beukenbeul, Weschede u. a. angehörten. Im Schatzungsregister von 1543 wird in der Burschafft Ailberinhausen mit 26 Steuerpflichtigen ein Hanß zu Ebbinckhagen mit einer Abgabe von 3 Goldgulden genannt. Im Dreißigjährigen Krieg wurde hier der Bauer Caspar Eyeringhausen zweimal, 1625 und 1626, von Soldaten überfallen und nur gegen ein Lösegeld für ihn und seine Pferde wieder freigelassen.
Im 17. Jahrhundert gab es in Ebbelinghagen drei Güter: Gockeln Gut, Breen Gut und Eierkus Gut. Das Gockeln Gut war ein Erbgut (erstmals 1648 erwähnt) und 1829 ein Gut erster Klasse, Besitzer war ab 1785 Familie Bender.
Das Erbgut Breen Gut (erstmals 1677 erwähnt) war 1829 ein Gut zweiter Klasse, Besitzer war ab 1802 Familie Springob und ab 1833 Familie Teipel.
Das Erbgut Eierkus Gut (erstmals 1661 erwähnt) war 1829 auch ein Gut zweiter Klasse, Besitzer waren die Familien Schnütgen, Bicher und Arens.
Das Adressbuch von 1929 führt in Ebbelinghagen die Namen „Bender (9), Kramer (4), Rüschenberg (2), Stahl, Strautz (2), Teipel (2) und Tump“ auf. Im Jahre 1936 gab es im Dorf 9 Wohnhäuser mit 11 Haushaltungen und 71 Einwohner. Das Adressbuch von 1956 führt im Ort die Namen „Bender (8), Cramer (8), Reuter, Rüschenberg (4), Strautz (2), Stuff (2), Teipel (2) und Tump (3)“ auf. 1988 hatte das Dorf 30 Einwohner.
Ab 1819 gehörte Ebbelinghagen im Amt Attendorn zur Gemeinde Attendorn-Land, bis diese 1969 in die Stadt Attendorn eingegliedert wurde.

## Religion, Vereine
Ebbelinghagen gehört zur Kirchengemeinde Lichtringhausen, Sport und Vereinsleben findet in den größeren Nachbarorten statt.